# Pars compacta
De pars compacta (SNc) is een onderdeel van de substantia nigra, die zich in de middenhersenen bevindt. De pars compacta bestaat uit zenuwcellen die dopamine aanmaken. Bij de ziekte van Parkinson sterven de cellen in dit gedeelte af. De pars reticulata vormt het andere gedeelte van de substantia nigra.

## Functie
De functie van de dopamineproducerende zenuwcellen in de SNc is ingewikkeld. Men dacht voorheen dat de zenuwcellen direct de beweging stimuleerden, maar tegenwoordig weten we dat de relatie met beweging indirect is. De SNc reguleert het striatum, dat op zijn beurt beweging aanstuurt. Een gebrek aan zenuwcellen in de SNc heeft een grote invloed op beweging. Dit is te zien bij patiënten met de ziekte van Parkinson, die vaak moeite hebben met bewegen.
Dopamineproducerende zenuwcellen worden daarnaast geactiveerd door nieuwe, onverwachte stimuli en spelen een belangrijke rol in het beloningssysteem. Men denkt dat deze zenuwcellen ook een rol spelen in het leren voorspellen welke acties zullen leiden tot een beloning (zoals eten of seks). Daarnaast lijkt het dat de dopaminecellen gaan vuren wanneer een beloning groter is dan verwacht. Dit signaal kan vervolgens worden gebruikt om de verwachte uitkomst van de actie bij te stellen. Veel drugs, zoals cocaïne, bootsen deze beloningsrespons na, waardoor ze zo verslavend zijn.